# Ascidioxynus floridanus
Ascidioxynus floridanus är en kräftdjursart som beskrevs av Humes och Jan Hendrik Stock 1973. Ascidioxynus floridanus ingår i släktet Ascidioxynus och familjen Lichomolgidae. Inga underarter finns listade i Catalogue of Life.